# Казахстан на літніх Олімпійських іграх 2024
Казахстан на літніх Олімпійських іграх 2024 представляли сімдесят дев'ять спортсменів у двадцятьох видах спорту.

## Медалісти
| Медаль | Ім'я                        | Вид спорту           | Змагання                                 | Дата     |
| ------ | --------------------------- | -------------------- | ---------------------------------------- | -------- |
| 1      | Єлдос Сметов                | Дзюдо                | до 60 кг                                 | 27 липня |
| 2      | Наріман Курбанов            | Спортивна гімнастика | кінь                                     | 3 серпня |
| 2      | Демеу Жадраєв               | Боротьба             | греко-римська боротьба, до 77 кг         | 7 серпня |
| 2      | Нурбек Оралбай              | Бокс                 | до 80 кг                                 | 7 серпня |
| 3      | Олександра Ле Іслам Сатпаєв | Стрільба             | пневматична гвинтівка, 10 метрів (мікст) | 28 липня |
| 3      | Гусман Киргизбаєв           | Дзюдо                | до 66 кг                                 | 28 липня |
| 3      | Назим Кизайбай              | Бокс                 | до 50 кг                                 | 6 серпня |